# Бистан ан Лорен
Бистан ан Лорен (фр. Bisten-en-Lorraine) насеље је и општина у североисточној Француској у региону Лорена, у департману Мозел која припада префектури Буле Мозел.
По подацима из 2011. године у општини је живело 256 становника, а густина насељености је износила 57,14 становника/km². Општина се простире на површини од 4,48 km². Налази се на средњој надморској висини од 260 метара (максималној 390 m, а минималној 235 m).

## Демографија
| 1962. | 1968. | 1975. | 1982. | 1990. | 1999. | 2011. |
| ----- | ----- | ----- | ----- | ----- | ----- | ----- |
| 260   | 263   | 254   | 241   | 257   | 255   | 256   |

График промене броја становника у току последњих година